# What We Did on Our Holidays
What We Did on Our Holidays je druhé studiové album britské folkrockové skupiny Fairport Convention, první, na kterém se podílela zpěvačka Sandy Denny. Jeho nahrávání probíhalo od června do října 1968. Jeho producentem byl Joe Boyd a zvukovým inženýrem při nahrávání John Wood. Album vyšlo v lednu 1969 u vydavatelství Island Records.

## Seznam skladeb
| Strana 1 (LP) | Strana 1 (LP)                                        | Strana 1 (LP)                   | Strana 1 (LP) |
| Pořadí        | Název                                                | Autor                           | Délka         |
| ------------- | ---------------------------------------------------- | ------------------------------- | ------------- |
| 1.            | Fotheringay                                          | Sandy Denny                     | 3:06          |
| 2.            | Mr Lacey                                             | Ashley Hutchings                | 2:55          |
| 3.            | Book Song                                            | Iain Matthews, Richard Thompson | 3:13          |
| 4.            | The Lord Is in This Place…How Dreadful Is This Place | Hutchings, Thompson, Denny      | 2:01          |
| 5.            | No Man's Land                                        | Thompson                        | 2:32          |
| 6.            | I'll Keep It with Mine                               | Bob Dylan                       | 5:56          |

| Strana 2 (LP) | Strana 2 (LP)              | Strana 2 (LP)                                                                          | Strana 2 (LP) |
| Pořadí        | Název                      | Autor                                                                                  | Délka         |
| ------------- | -------------------------- | -------------------------------------------------------------------------------------- | ------------- |
| 1.            | Eastern Rain               | Joni Mitchell                                                                          | 3:36          |
| 2.            | Nottamun Town              | tradicionál, aranžmá: Denny, Matthews, Thompson, Simon Nicol, Hutchings, Martin Lamble | 3:12          |
| 3.            | Tale in Hard Time          | Thompson                                                                               | 3:29          |
| 4.            | She Moves Through the Fair | tradicionál, aranžmá: Denny, Matthews, Thompson, Nicol, Hutchings, Lamble              | 4:14          |
| 5.            | Meet on the Ledge          | Thompson                                                                               | 2:50          |
| 6.            | End of a Holiday           | Nicol                                                                                  | 1:07          |

## Obsazení
Fairport Convention
- Sandy Denny – zpěv, akustická kytara, dvanáctistrunná akustická kytara, varhany, klavír, cembalo
- Iain Matthews – zpěv, konga
- Richard Thompson – elektrická kytara, akustická kytara, dvanáctistrunná akustická kytara, akordeon, zpěv
- Ashley Hutchings – baskytara, doprovodný zpěv
- Simon Nicol – elektrická kytara, akustická kytara, elektrická autoharfa, dulcimer, doprovodný zpěv
- Martin Lamble – bicí, perkuse, housle, tabla

Ostatní hudebníci
- Bruce Lacey
- Claire Lowther – violoncello
- Kingsley Abbott – doprovodný zpěv
- Paul Ghosh – doprovodný zpěv
- Andrew Horvitch – doprovodný zpěv
- Marc Ellington – doprovodný zpěv
- Peter Ross – harmonika